# 현역가왕
《현역가왕》는 MBN에서 2023년 11월 28일부터 2024년 2월 13일까지 방송되었던 예능 프로그램이다.

## 기획 의도
2024년 치러질 '한일 트롯 가왕전'에 나갈, 대한민국 대표 '최정상급 여성 현역 트롯 가수' TOP7을 뽑는 서바이벌 음악 예능 프로그램

## 방송 시간
| 방송국 | 방송 요일 | 방송 시간                       | 방송 기간                          | 비고 |
| ------ | --------- | ------------------------------- | ---------------------------------- | ---- |
| MBN    | 화요일    | 밤 9시 10분 ~ 밤 11시 50분      | 2023년 11월 28일                   |      |
| MBN    | 화요일    | 밤 9시 40분 ~ 새벽 12시 20분    | 2023년 12월 5일 ~ 2023년 12월 26일 |      |
| MBN    | 화요일    | 밤 10시 ~ 수요일 새벽 12시 20분 | 2024년 1월 2일 ~ 2024년 2월 13일   |      |

## 진행자

### MC
| 역대 | 출연진 | 방송 기간                          | 방송 회차  | 비고 |
| ---- | ------ | ---------------------------------- | ---------- | ---- |
| 1대  | 신동엽 | 2023년 11월 28일 ~ 2024년 2월 13일 | 1회 ~ 12회 |      |

## 심사위원
- 박현빈
- 대성 (빅뱅)
- 이지혜 (샵)
- 신유
- 손태진
- 신성
- 윤명선
- 주현미
- 남진
- 심수봉

### 객원 심사위원
- 김용임 - (본선 1차전 등장)
- 김종민 - (본선 2차전 등장)
- 신봉선 - (본선 2차전 등장)
- 설운도 - (본선 3차전 등장)
- 마츠자키 시게루 - (준결승전 등장)[2]

## 참가자
| 이름     | 트롯경력    | 자체평가전       | 본선 1차전 1:1 현장 지목전 | 본선 2차전 미니 콘서트 남(男)과 함께 | 본선 3차전 준결승 결정전 | 준결승전         | 결승전           | 비고                                                         |
| -------- | ----------- | ---------------- | -------------------------- | ------------------------------------ | ------------------------ | ---------------- | ---------------- | ------------------------------------------------------------ |
| 강소리   | 현역 12년차 | 생존 (방출 후보) | 방출                       |                                      |                          |                  |                  | 트롯신이 떴다2 - 라스트 찬스 참가자 헬로트로트 참가자        |
| 강혜연   | 현역 6년차  | 생존             | 생존                       | 생존 (방출 후보)                     | 생존 (방출 후보)         | 생존             | 방출 (최종 8위)  | 아이돌 리부팅 프로젝트 - 더 유닛 참가자 내일은 미스트롯2 8위 |
| 김다현   | 현역 4년차  | 생존             | 생존 (방출 후보)           | 생존                                 | 생존 (방출 후보)         | 생존 (善)        | 美 (3위)         | 보이스트롯 준우승자 내일은 미스트롯2 美                      |
| 김나희   | 현역 5년차  | 생존             | 생존                       | 방출                                 |                          |                  |                  | 내일은 미스트롯1 5위                                         |
| 김산하   | 현역 4년차  | 생존             | 생존 (방출 후보)           | 생존 (방출 후보)                     | 생존                     | 방출 (최종 14위) |                  | 트롯 전국체전 참가자                                         |
| 김소유   | 현역 9년차  | 생존             | 생존                       | 방출                                 |                          |                  |                  | 내일은 미스트롯1 9위 내일은 미스트롯2 참가자                 |
| 김양     | 현역 16년차 | 생존 (善)        | 생존                       | 생존 (방출 후보)                     | 생존 (美)                | 생존 (방출 후보) | 방출 (최종 10위) | 내일은 미스트롯1 참가자                                      |
| 김지현   | 현역 4년차  | 생존             | 생존 (방출 후보)           | 방출                                 |                          |                  |                  | 트롯신이 떴다2 - 라스트 찬스 참가자 트로트의 민족 참가자     |
| 두리     | 현역 5년차  | 생존             | 생존 (淑)                  | 생존 (방출 후보)                     | 생존 (방출 후보)         | 방출 (최종 12위) |                  | 내일은 미스트롯1 7위 헬로트로트 16위                         |
| 류원정   | 현역 10년차 | 생존             | 생존 (善)                  | 생존 (방출 후보)                     | 생존 (방출 후보)         | 방출 (최종 11위) |                  | 내일은 미스트롯2 14위                                        |
| 린       | 현역 0년차  | 생존             | 생존                       | 생존 (眞)                            | 생존                     | 생존             | 4위              | [ 3 ]                                                        |
| 마리아   | 현역 1년차  | 생존             | 생존 (방출 후보)           | 생존 (방출 후보)                     | 생존                     | 생존             | 6위              | 내일은 미스트롯2 12위                                        |
| 마스크걸 | 현역 1일차  | 생존             | 생존 (패자 부활)           | 방출                                 |                          |                  |                  | [ 4 ] [ 5 ]                                                  |
| 마이진   | 현역 11년차 | 생존 (美)        | 생존 (眞)                  | 생존                                 | 생존                     | 생존             | 善 (2위)         | 트롯 전국체전 참가자 헬로트로트 참가자                       |
| 박성연   | 현역 6년차  | 생존             | 생존                       | 방출                                 |                          |                  |                  | 내일은 미스트롯1 12위                                        |
| 박혜신   | 현역 15년차 | 생존 (眞)        | 생존 (방출 후보)           | 생존 (방출 후보)                     | 생존 (眞)                | 생존 (美)        | 5위              | 나는 트로트 가수다 왕중왕전 진출 트로트의 민족 참가자        |
| 별사랑   | 현역 7년차  | 생존             | 생존 (방출 후보)           | 생존 (방출 후보)                     | 생존                     | 생존             | 7위              | 내일은 미스트롯2 6위                                         |
| 반가희   | 현역 10년차 | 생존             | 생존 (貞)                  | 방출                                 |                          |                  |                  | 트롯 전국체전 9위                                            |
| 세컨드   | 현역 8년차  | 생존             | 생존 (방출 후보)           | 방출                                 |                          |                  |                  | 내일은 미스트롯1 참가자                                      |
| 송민경   | 현역 4년차  | 생존 (방출 후보) | 방출                       |                                      |                          |                  |                  | 트로트의 민족 참가자                                         |
| 신미래   | 현역 10년차 | 생존             | 생존                       | 생존 (방출 후보)                     | 방출                     |                  |                  | 트롯 전국체전 10위                                           |
| 요요미   | 현역 6년차  | 생존             | 생존 (방출 후보)           | 생존                                 | 방출                     |                  |                  | 내일은 미스트롯1 참가자                                      |
| 유민지   | 현역 14년차 | 생존             | 생존 (방출 후보)           | 생존                                 | 방출                     |                  |                  | 트로트 엑스 참가자 내일은 미스트롯1 참가자                   |
| 윤수현   | 현역 10년차 | 생존             | 생존                       | 생존 (방출 후보)                     | 생존 (善)                | 생존             | 방출 (최종 9위)  | 나는 트로트 가수다 출연                                      |
| 윤태화   | 현역 15년차 | 생존             | 방출                       |                                      |                          |                  |                  | 내일은 미스트롯2 13위                                        |
| 장혜리   | 현역 4년차  | 방출             |                            |                                      |                          |                  |                  | 걸스데이 前 멤버 트롯 전국체전 참가자 헬로트로트 4위         |
| 전유진   | 현역 4년차  | 생존             | 생존 (美)                  | 생존 (방출 후보)                     | 생존 (방출 후보)         | 생존 (眞)        | 眞 (1위)         | 내일은 미스트롯2 Top25                                       |
| 조정민   | 현역 15년차 | 생존 (방출 후보) | 생존                       | 생존 (방출 후보)                     | 생존                     | 방출 (최종 13위) |                  | 트로트 엑스 참가자 나는 트로트 가수다 출연                   |
| 주미     | 현역 12년차 | 생존             | 방출                       |                                      |                          |                  |                  | 내일은 미스트롯2 Top25                                       |
| 하이량   | 현역 3년차  | 생존             | 생존                       | 생존 (방출 후보)                     | 방출                     |                  |                  | 내일은 미스트롯2 참가자 헬로트로트 참가자                    |
| 한봄     | 현역 14년차 | 생존             | 생존 (방출 후보)           | 자진 하차 (출산)                     |                          |                  |                  | 트롯신이 떴다2 - 라스트 찬스 3위                             |

## 에피소드 목록

### 자체평가전
- 마이진: 돌팔매 (27표) ○
- 강혜연: 미스 고 (24표) ○
- 장혜리: 아카시아(원곡:서지오) (13표) ●
- 요요미: 밤차 (23표) ○
- 한봄: 울엄마 (26표) ○
- 조정민: 레디큐(원곡:조정민) (13표) ●→○
- 박혜신: 연정(원곡:계은숙) (28표) ○
- 마스크걸: 사의 찬미 (20표) ○
- 김다현: 삼백초 (26표) ○
- 두리: 돌리도(원곡:서지오) (21표) ○
- 별사랑: 립스틱 짙게 바르고(원곡:임주리) (25표) ○
- 주미: 그런거라네 (25표) ○
- 박성연: 상사화(원곡:안예은) (21표) ○
- 김나희: 꿈 속의 사랑 (19표) ○
- 강소리: 사랑도둑 (18표) ●→○
- 송민경: 옆집 누나 (18표) ●→○
- 마리아: 물레방아 도는데(원곡:나훈아) (21표) ○
- 윤수현: 천태만상(원곡:윤수현) (25표) ○
- 김소유: 첫정 (19표) ○
- 신미래: 목포의 눈물 (19표) ○
- 린: 날 버린 남자 (25표) ○
- 김지현: 거문고야 (20표) ○
- 윤태화: 옥수수밭 옆에 당신을 묻고 (25표) ○
- 하이량: 바람 바람 바람 (19표) ○
- 김양: 그대라는 꽃(원곡:신승태) (28표) ○
- 유민지: 신사동 그 사람 (26표) ○
- 김산하: 약손 (26표) ○
- 전유진: 꼬마 인형 (21표) ○
- 류원정: 울어라 열풍아 (27표) ○
- 반가희: 실비 오는 소리에 (27표) ○
- 세컨드: 불티+이제는+대박 날 테다 (23표) ○

○ 생존 27명, ●→○ 방출 후보 3명, ● 방출 1명

### 본선 1차전

#### 1:1 현장침목전
1차전
- 강혜연: 인생 (183점) 勝
- 요요미: 그 순간 (108점) 敗

2차전
- 윤수현: 여인의 눈물 (146점) 勝
- 마리아: 천년바위 (143점) 敗

3차전
- 박혜신: 떠나는 임마 (102점) 敗
- 반가희: 왜 돌아보오 (197점) 勝

4차전
- 별사랑: 사내 (144점) 敗
- 신미래: 개여울 (152점) 勝

5차전
- 전유진: 멍에 (198점) 勝
- 마스크걸: 황성옛터 (91점) 敗

6차전
- 김다현: 가버린 사랑 (106점) 敗
- 린: 봄날은 간다 (182점) 勝

7차전
- 한봄: 몰레야 (106점) 敗
- 두리: 노란 샤쓰의 사나이 (189점) 勝

8차전
- 주미: 비익조 (140점) 敗
- 김나희: 약속(원곡:장윤정) (157점) 勝

9차전
- 김양: 안돼요 안돼 (176점) 勝
- 송민경: 송인 (121점) 敗

10차전
- 김지현: 님의 등불 (120점) 敗
- 조정민: 사랑밖엔 난 몰라 (172점) 勝

11차전
- 김소유: 모란 (148점) 勝
- 유민지: 추파 (147점) 敗

12차전
- 강소리: 아침의 나라에서 (117점) 敗
- 박성연: 삐에로는 우릴 보고 웃지 (181점) 勝

13차전
- 김산하: 시절인연(원곡:이찬원) (80점) 敗
- 류원정: 회룡포 (215점) 勝

14차전
- 세컨드: 찰리 브라운 (102점) 敗
- 하이량: 곡예사의 첫사랑 (187점) 勝

15차전
- 마이진: 빈손 (224점) 勝
- 윤태화: 그 강을 건너지마오 (69점) 敗

#### 패자부활전
1차전
- 김지현 & 유민지 & 주미: 사랑님
  - 김지현: 미공개 ○
  - 유민지: 6표 ○
  - 주미: 미공개 ●

2차전
- 요요미 & 세컨드 & 강소리: 초혼
  - 요요미: 6표 ○
  - 세컨드: 2표 ○
  - 강소리: 2표 ●

3차전
- 마스크걸 & 한봄 & 김산하: 부초 같은 인생
  - 마스크걸: 미공개 ●→○[8]
  - 한봄: 5표 ○→●[9]
  - 김산하: 미공개 ○

4차전
- 송민경 & 김다현 & 마리아: 사랑아
  - 송민경: 1표 ●
  - 김다현: 6표 ○
  - 마리아: 3표 ○

5차전
- 박혜신 & 윤태화 & 별사랑: 밤열차
  - 박혜신: 8표 ○
  - 윤태화: 1표 ●
  - 별사랑: 1표 ○

○ 생존 25명, ● 방출 및 하차 5명

### 본선 2차전

#### 1라운드
이기자 시스터즈
- 팀장: 반가희, 팀원: 김소유 & 마스크걸 & 손미래 & 하이량
- 선곡: 월남에서 돌아온 김상사 / 님은 먼곳에 / 이별의 부산 정거장 / 미운 사내 / 카발레 / 정말로
- 연예인 판정단 점수: 166점, 관객(국민평가단) 점수: 81점, 총 점수: 247점 (중간 순위 5위)

007 밴드걸
- 팀장: 두리, 팀원: 김산하 & 마리아 & 조정민
- 선곡: 그대 모습은 장미 / 환희 / 남자는 배 여자는 항구 / 당돌한 여자 / 오빠 아직 살아있다
- 연예인 판정단 점수: 189점, 관객(국민평가단) 점수 100점, 총 점수 289점 (중간 순위 2위)

옥구슬 아씨들
- 팀장: 마이진, 팀원: 김다현 & 린 & 요요미 & 유민지
- 선곡: 낭량 18세 / 뉠리리 맘보 / 불놀이야 / 빈잔 / 청춘 열차 / 이별 / 고장난 별시계
- 연예인 판정단 점수: 195점, 관객(국민평가단) 점수: 126점, 총 점수: 321점 (중간 순위 1위)

비빔걸스
- 팀장: 전유진, 팀원: 강혜원 & 김지현 & 박혜신 & 윤수현
- 선곡: 서울 야곡 / 영동 부르스 / 데칼코마니 / 여러분 / 밤이면 밤마다
- 연예인 판정단 점수: 171점, 관객(국민평가단) 점수: 103점, 총 점수: 274점 (중간 순위 4위)

핫칠리
- 팀장: 류원정, 팀원: 박성연 & 별사랑 & 세컨드
- 선곡: 봤냐고 / 외로운 술잔 / 곤드레 만드레 / 님과 함께
- 연예인 판정단 점수: 190점, 관객(국민평가단) 점수: 94점, 총 점수: 284점 (중간 순위 3위)

#### 2라운드: 대장전
이기자 시스터즈 (반가희)
- 선곡: 가까이 하기엔 너무 먼 당신
- 연예인 판정단 점수: 142점, 관객(국민평가단) 점수: 111점, 총 점수: 253점 (중간 순위 5위)

007 밴드걸 (두리)
- 선곡: 철 없던 사랑
- 연예인 판정단 점수: 188점, 관객(국민평가단) 점수: 88점, 총 점수: 276점 (중간 순위 3위)

핫칠리 (류원정)
- 선곡: 사랑했더니
- 연예인 판정단 점수: 184점, 관객(국민평가단) 점수 71점, 총 점수: 255점 (중간 순위 4위)

비빔걸스 (전유진)
- 선곡: 아름다운 강산
- 연예인 판정단 점수: 188점, 관객(국민평가단) 점수: 112점, 총 점수: 300점 (중간 순위 2위)

옥구슬 아씨들 (마이진)
- 선곡: 여기서
- 연예인 판정단 점수: 184점, 관객(국민평가단) 점수: 120점, 총 점수: 304점 (중간 순위 1위)

#### 최종 결과
이기자 시스터즈
- 1라운드: 247점, 2라운드: 253점, 총 점수: 500점 (최종 순위 5위)

비빔걸스
- 1라운드: 274점, 2라운드: 304점, 총 점수: 574점 (최종 순위 2위)

핫칠리
- 1라운드: 284점, 2라운드: 255점, 총 점수: 539점 (최종 순위 4위)

007 밴드걸
- 1라운드: 280점, 2라운드: 276점, 총 점수: 565점 (최종 순위 3위)

옥구슬 아씨들
- 1라운드: 321점, 2라운드: 304점, 총 점수: 625점 (최종 순위 1위)

#### 팀 개별 결과
- 옥구슬 아씨들 - 마이진 · 김다현 · 린 · 요요미 · 유민지 ○ (전원 생존)
- 비빔걸스 - 전유진 · 강혜연 · 박혜신 · 윤수현 ○ 김지현 ●
- 007 밴드걸 - 두리 · 김산하 · 마리아 · 조정민 ○ 김나희 ●
- 핫칠리 - 류원정 · 김양 · 별사랑 ○ 박성연 · 세컨드 ●
- 이기자 시스터즈 - 신미래 · 하이량 ○ 반가희 · 김소유 · 마스크걸 ●

○ 생존 18명, ● 방출 7명

### 본선 3차전

#### 1라운드: 한곡 대결
1차전
- 김다현 & 김양: 간대요 글쎄
  - 김다현: 82점 (연예인 20점, 관객 62점) 敗
  - 김양: 277점 (연예인 160점, 관객 117점) 勝

2차전
- 요요미 & 박혜신: 나야 나
  - 요요미: 91점 (연예인 0점, 관객 86점) 敗
  - 박혜씬: 267점 (연예인 120점, 관객 147점) 勝

3차전
- 두리 & 윤수현: 타인
  - 두리: 86점 (연예인 0점, 관객 86점) 敗
  - 윤수현: 272점 (연예인 180점 勝

4차전
- 마리아 & 하이량: 너는 내 남자
  - 마리아: 245점 (연예인 140점, 관객 105점) 勝
  - 하이량: 115점 (연예인 40점, 관객 75점) 敗

5차전
- 신미래 & 유민재: 자갈치 아지매
  - 신미래: 247점 (연예인 140점, 관객 107점) 勝
  - 유민재: 113점 (연예인 40점, 관객 73점) 敗

6차전
- 린 & 류원정: 러브 레터
  - 린: 166점 (연예인 60점, 관객 106점) 敗
  - 류원정: 194점 (연예인 120점, 관객 74점) 勝

7차전
- 강혜연 & 조정민: 빗속의 여인
  - 강혜연: 108점 (연예인 20점, 관객 88점) 敗
  - 조정민: 250점 (연예인 160점, 관객 90점) 勝

8차전
- 전유진 & 마이진: 잃어버린 정
  - 전유진: 130점 (연예인 60점, 관객 70점) 敗
  - 마이진: 230점 (연예인 120점, 관객 110점) 勝

9차전
- 김산하 & 별사랑: 떠날 수 없는 당신
  - 김산하: 166점 (연예인 100점, 관객 66점) 敗
  - 별사랑: 191점 (연예인 80점, 관객 111점) 勝

#### 2라운드: 뒤집기 한 판
1차전
- 마리아: 엄마아리랑 (연예인 판정단 점수: 192점, 관객 점수: 190점, 합계: 382점)

2차전
- 마이진: 대동강 편지 (연예인 판정단 점수: 207점, 관객 점수: 218점, 합계: 425점)

3차전
- 박혜신: 가인 (연예인 판정단 점수: 249점, 관객 점수: 258점, 합계: 507점)

4차전
- 김다현: 세월 베고 길게 누운 구름 한 조각 (연예인 판정단 점수: 261점, 관객 점수: 224점, 합계: 485점)

5차전
- 강혜연: 18세 순이 (연예인 판정단 점수: 207점, 관객 점수: 176점, 합계: 383점)

6차전
- 김양: 사랑은 영원히 (연예인 판정단 점수: 195점, 관객 점수: 212점, 합계: 407점)

7차전
- 김산하: 인연 (연예인 판정단 점수: 233점, 관객 점수: 222점, 합계: 455점)

8차전
- 유민지: 베신자 (연예인 판정단 점수: 217점, 관객 점수: 188점, 합계: 405점)

9차전
- 류원정: 머나먼 고향 (연예인 판정단 점수: 191점, 관객 점수: 180점, 합계: 371점)

10차전
- 두리: 블링블링 (연예인 판정단 점수: 237점, 관객 점수: 210점, 합계: 447점)

11차전
- 린: 삼백리 한려수도 (연예인 판정단 점수: 261점, 관객 점수: 240점, 합계: 501점)

12차전
- 별사랑: 겨울 장미 (연예인 판정단 점수: 244점, 관객 점수: 234점, 합계: 408점)

13차전
- 윤수현: 사랑님 (연예인 판정단 점수: 218점, 관객 점수: 232점, 합계: 450점)

14차전
- 신미래: 엉터리 대학생 (연예인 판정단 점수: 171점, 관객 점수: 112점, 합계: 283점)

15차전
- 조정민: 애가 타 (연예인 판정단 점수: 221점, 관객 점수: 164점, 합계: 385점)

16차전
- 전유진: 소녀와 가로등 (연예인 판정단 점수: 252점, 관객 점수: 234점, 합계: 486점)

17차전
- 하이량: 돌아와요 부산항에 (연예인 판정단 점수: 225점, 관객 점수: 190점, 합계: 415점)

18차전
- 요요미: 비나리 (연예인 판정단 점수: 215점, 관객 점수: 112점, 합계: 327점)

#### 최종 결과
생존자
- 박혜신: 774점 (1라운드 267점, 2라운드 507점 / 최종 순위 1위)
- 윤수현: 722점 (1라운드 272점, 2라운드 450점 / 최종 순위 2위)
- 김양: 684점 (1라운드 277점, 2라운드 407점 / 최종 순위 3위)
- 별사랑: 669점 (1라운드 191점, 2라운드 478점 / 최종 순위 4위)
- 린: 667점 (1라운드 166점, 2라운드 501점 / 최종 순위 5위)
- 마이진: 655점 (1라운드 230점, 2라운드 425점 / 최종 순위 6위)
- 조정민: 635점 (1라운드 250점, 2라운드 385점 / 최종 순위 7위)
- 마리아: 627점 (1라운드 245점, 2라운드 382점 / 최종 순위 8위)
- 김산하: 621점 (1라운드 166점, 2라운드 455점 / 최종 순위 9위)

방출 후보
- 전유진: 616점 (1라운드 130점, 2라운드 486점 / 최종 순위 10위)
- 김다현: 567점 (1라운드 82점, 2라운드 485점 / 최종 순위 11위)
- 류원정: 565점 (1라운드 194점, 2라운드 371점 / 최종 순위 12위)
- 두리: 533점 (1라운드 86점, 2라운드 447점 / 최종 순위 13위)
- 신미래: 530점 (1라운드 247점, 2라운드 283점 / 최종 순위 14위)
- 하이량: 530점 (1라운드 115점, 2라운드 415점 / 최종 순위 14위)
- 유민지: 518점 (1라운드 113점, 2라운드 405점 / 최종 순위 16위)
- 강혜연: 491점 (1라운드 108점, 2라운드 327점 / 최종 순위 17위)
- 요요미: 418점 (1라운드 91점, 2라운드 327점 / 최종 순위 18위)

#### 패자부활전
1차전
- 강혜연 & 김다현 & 하이량: 안동역에서
  - 김다현: 70표 ○
  - 하이량: 65표 ●
  - 강혜연: 45표 ●→○[8]

2차전
- 두리 & 류원정 & 신미래: 수은동
  - 류원정: 64표 ●→○[8]
  - 두리: 76표 ○
  - 신미래: 40표 ●

3차전
- 요요미 & 유민진 & 전유진: 추억으로 가는 당신
  - 전유진: 91표 ○
  - 유민지: 58표 ●
  - 요요미: 31표 ●

○ 생존 14명, ● 방출 4명

### 준결승전

#### 1라운드: 라이벌전
1차전
- 전통트롯 / 김산하 vs 강혜연
  - 김산하: 동백 아가씨 - 77점 (연예인 15점, 관객 62점) 敗
  - 강혜연: 연정(원곡:나훈아) - 273점 (연예인 150점, 관객 123점) 勝

2차전
- 세미트롯 / 두리 vs 마이진
  - 두리: 카사노바(원곡:장윤정) - 98점 (연예인 30점, 관객 68점) 敗
  - 마이진: 카사노바(원곡:선경) - 252점 (연예인 153점, 관객 117점) 勝

3차전
- 국악트롯 / 린 vs 별사랑
  - 린: 한 오백년 - 194점 (연예인 105점, 관객 90점) 勝
  - 별사랑: 배 띄워라 - 156점 (연예인 60점, 관객 96점) 敗

4차전
- 정통트롯 / 김양 vs 박혜신
  - 김양: 정든 님 - 77점 (연예인 30점, 관객 47점) 敗
  - 박혜신: 연락선 - 273점 (연예인 135점, 관객 138점) 勝

5차전
- 발라드트롯 / 류원정 vs 조정민
  - 류원정: 돌릴 수 없는 세월 - 247점 (연예인 105점, 관객 142점) 勝
  - 조정민: 애모 - 103점 (연예인 60점, 관객 43점) 敗

6차전
- 댄스트롯 / 전유진 vs 김다현
  - 전유진: 남이가 - 162점 (연예인 45점, 관객 117점) 敗
  - 김다현: 풍악을 울려라 - 188점 (연예인 120점, 관객 68점) 勝

7차전
- 올드트롯 / 마리아 vs 윤수현
  - 마리아: 추억의 소야곡 - 208점 (연예인 105점, 관객 103점) 勝
  - 윤수현: 홍도야 우지마라 - 142점 (연예인 60점, 관객 82점) 敗

#### 2라운드: 끝장전
1차전
- 강혜연: 디스코 - 534점 (연예인&작곡가 292점, 관객 242점)

2차전
- 조정민: 럭키 - 495점 (연예인&작곡가 311점, 관객 184점)

3차전
- 윤수현: 니나노 - 657점 (연예인&작곡가 371점, 관객 286점)

4차전
- 별사랑: 십리벚꽃길 - 637점 (연예인&작곡가 389점, 관객 248점)

5차전
- 박혜신: 공작새 - 600점 (연예인&작곡가 390점, 관객 210점)

6차전
- 두리: 그대가 오는 밤 - 583점 (연예인&작곡가 341점, 관객 242점)

7차전
- 마이진: 몽당연필 - 626점 (연예인&작곡가 352점, 관객 274점)

8차전
- 김다현: 칭찬고래 - 659점 (연예인&작곡가 411점, 관객 248점)

9차전
- 류원정: 나는 꽃이 되었습니다 - 434점 (연예인&작곡가 266점, 관객 168점)

10차전
- 린: 이야 - 687점 (연예인&작곡가 435점, 관객 252점)

11차전
- 마리아: 사랑 그 잡채 - 500점 (연예인&작곡가 318점, 관객 182점)

12차전
- 김양: 바람의 연가 - 632점 (연예인&작곡가 342점, 관객 290점)

13차전
- 전유진: 달맞이 꽃 - 711점 (연예인&작곡가 413점, 관객 298점)

14차전
- 김산하: 찔레꽃피면 - 489점 (연예인&작곡가 325점, 관객 164점)

#### 최종 결과
결승 진출자
- 1위 전유진 1013점 (1+2라운드 연예인&작곡가 판정단 점수 575점, 2라운드 국민 판정단 점수 298점, 대국민 응원 투표 점수 140점)
- 2위 김다현 977점 (1+2라운드 연예인&작곡가 판정단 점수 599점, 2라운드 국민 판정단 점수 248점, 대국민 응원 투표 점수 130점)
- 3위 박혜신 963점 (1+2라운드 연예인&작곡가 판정단 점수 663점, 2라운드 국민 판정단 점수 210점, 대국민 응원 투표 점수 90점)
- 4위 마이진 958점 (1+2라운드 연예인&작곡가 판정단 점수 604점, 2라운드 국민 판정단 점수 274점, 대국민 응원 투표 점수 80점)
- 5위 린 951점 (1+2라운드 연예인&작곡가 판정단 점수 629점, 2라운드 국민 판정단 점수 252점, 대국민 응원 투표 점수 70점)
- 6위 강혜연 917점 (1+2라운드 연예인&작곡가 판정단 점수 565점, 2라운드 국민 판정단 점수 242점, 대국민 응원 투표 점수 110점)
- 7위 별사랑 853점 (1+2라운드 연예인&작곡가 판정단 점수 545점, 2라운드 국민 판정단 점수 248점, 대국민 응원 투표 점수 60점)
- 8위 윤수현 849점 (1+2라운드 연예인&작곡가 판정단 점수 513점, 2라운드 국민 판정단 점수 286점, 대국민 응원 투표 점수 50점)
- 9위 마리아 828점 (1+2라운드 연예인&작곡가 판정단 점수 526점, 2라운드 국민 판정단 점수 182점, 대국민 응원 투표 점수 20점)

방출 후보
- 10위 류원정 781점 (1+2라운드 연예인&작곡가 판정단 점수 513점, 2라운드 국민 판정단 점수 168점, 대국민 응원 투표 점수 100점)
- 11위 김양 729점 (1+2라운드 연예인&작곡가 판정단 점수 419점, 2라운드 국민 판정단 점수 290점, 대국민 응원 투표 점수 20점)
- 12위 두리 691점 (1+2라운드 연예인&작곡가 판정단 점수 439점, 2라운드 국민 판정단 점수 242점, 대국민 응원 투표 점수 10점)
- 13위 조정민 638점 (1+2라운드 연예인&작곡가 판정단 점수 414점, 2라운드 국민 판정단 점수 184점, 대국민 응원 투표 점수 40점)
- 14위 김산하 596점 (1+2라운드 연예인&작곡가 판정단 점수 402점, 2라운드 국민 판정단 점수 164점, 대국민 응원 투표 점수 30점)

#### 추가 합격자 선정
- 김양 96표

○ 생존 10명, ● 방출 4명

### 결승전

#### 1라운드: 국대 필살기 1위 쟁탈전
1차전
- 김양: 천년학 - 649점 (연예인 415점, 관객 234점)

2차전
- 마리아: 빙빙빙 - 623점 (연예인 415점, 관객 208점)

3차전
- 윤수현: 씨름의 노래 - 814점 (연예인 498점, 관객 316점)

4차전
- 별사랑: 나이가 든다는 게 화가 나 - 715점 (연예인 471점, 관객 244점)

5차전
- 강혜연: 울며 혜진 부산항 - 667점 (연예인 471점, 관객 196점)

6차전
- 린: 삼다도 소식 - 708점 (연예인 446점, 관객 262점)

7차전
- 마이진: 동전 인생 - 855점 (연예인 561점, 관객 294점)

8차전
- 박혜신: 비의 초상 - 880점 (연예인 632점, 관객 248점)

9차전
- 김다현: 붓 - 754점 (연예인 514점, 관객 240점)

10차전
- 전유진: 숨어 우는 바람소리 - 902점[10] (연예인 596점, 관객 306점)

#### 2라운드: 현역의 노래
1차전
- 마리아: 비에 젖은 터미널 (최고점 98점, 최저점 50점 = 점수 총점 861점 / 순위 7위)

2차전
- 김양: 꿈에 본 내고향 (최고점 88점, 최저점 50점 = 점수 총점 780점 / 순위 9위)

3차전
- 강혜연: 청춘을 돌려다오 (최고점 95점, 최저점 50점 = 점수 총점 800점 / 순위 8위)

4차전
- 린: 상사화(원곡:남진) (최고점 100점, 최저점 70점 = 점수 총점 1000점 / 순위 4위)

5차전
- 별사랑: 미워도 다시 한번 (최고점 100점, 최저점 60점 = 점수 총점 992점 / 순위 3위)

6차전
- 김다현: 어매 (최고점 100점, 최저점 60점 = 점수 총점 907점 / 순위 6위)

7차전
- 윤수현: 저 꽃 속에 찬란한 빛이 (최고점 100점, 최저점 40점 = 점수 총점 705점 / 순위 10위)

8차전
- 마이진: 응이 (촤고점 100점, 최저점 70점 = 점수 총점 1016점 / 종합 순위 3위)

9차전
- 박혜신: 내 삶의 이유 있음은 (최고점 100점, 최저점 80점 = 점수 총점 1018점 / 순위 2위)

10차전
- 전유진: 옛 시인의 노래 (최고점 100점, 최저점 70점 = 점수 총점 1030점 / 순위 1위)

#### 최종 결과
최종 TOP 7
- 1위 전유진 4832점
  - 1+2라운드 점수(44%) 2032점, 대국민 응원 투표 점수(10%) 500점, 신곡 음원 점수(6%) 300점, 실시간 문자 투표 점수(40%) 2000점(335,924표)
- 2위 마이진 4492.70점
  - 1+2라운드 점수(44%) 1871점, 대국민 응원 투표 점수(10%) 440점, 신곡 음원 점수(6%) 260점, 실시간 문자 투표 점수(40%) 1921.70점(322,772표)
- 3위 김다현 3826.86점
  - 1+2라운드 점수(44%) 1661점, 대국민 응원 투표 점수(10%) 470점, 신곡 음원 점수(6%) 280점, 실시간 문자 투표 점수(40%) 1415.86점(237,811표)
- 4위 린 3690.12점
  - 1+2라운드 점수(44%) 1708점, 대국민 응원 투표 점수(10%) 380점, 신곡 음원 점수(6%) 220점, 실시간 문자 투표 점수(40%) 1382.12점(232,143표)
- 5위 박혜신 3606.67점
  - 1+2라운드 점수(44%) 1898점, 대국민 응원 투표 점수(10%) 350점, 신곡 음원 점수(6%) 180점, 실시간 문자 투표 점수(40%) 1178.67점(197,971표)
- 6위 마리아 3113.67점
  - 1+2라운드 점수(44%) 1484점, 대국민 응원 투표 점수(10%) 320점, 신곡 음원 점수(6%) 140점, 실시간 문자 투표 점수(40%) 1169.67점(196,460표)
- 7위 별사랑 2927.59점
  - 1+2라운드 점수(44%) 1707점, 대국민 응원 투표 점수(10%) 290점, 신곡 음원 점수(6%) 200점, 실시간 문자 투표 점수(40%) 730.59점(122,711표)

방출자
- 8위 강혜연 2826.37점
  - 1+2라운드 점수(44%) 1467점, 대국민 응원 투표 점수(10%) 410점, 신곡 음원 점수(6%) 240점, 실시간 문자 투표 점수(40%) 709.37점(119,147표)
- 9위 윤수현 2309.98점
  - 1+2라운드 점수(44%) 1519점, 대국민 응원 투표 점수(10%) 260점, 신곡 음원 점수(6%) 120점, 실시간 문자 투표 점수(40%) 410.98점(69,029표)
- 10위 김양 2223.00점
  - 1+2라운드 점수(44%) 1429점, 대국민 응원 투표 점수(10%) 230점, 신곡 음원 점수(6%) 160점, 실시간 문자 투표 점수(40%) 404.00점(67,856표)

## 대국민 응원 투표
| 주차  | 1위    | 2위    | 3위    | 4위    | 5위    | 6위    | 7위    | 8위    | 9위    | 10위   |        |
| ----- | ------ | ------ | ------ | ------ | ------ | ------ | ------ | ------ | ------ | ------ | ------ |
| 1주차 | 전유진 | 김다현 | 마리아 | 강혜연 | 류원정 | 조정민 | 윤태화 | 한봄   | 린     | 박혜신 |        |
| 2주차 | 전유진 | 김다현 | 마리아 | 강혜연 | 류원정 | 반가희 | 린     | 별사랑 | 조정민 | 박혜신 |        |
| 3주차 | 전유진 | 김다현 | 마리아 | 강혜연 | 류원정 | 반가희 | 마이진 | 박혜신 | 한봄   | 별사랑 |        |
| 4주차 | 전유진 | 김다현 | 마이진 | 마리아 | 강혜연 | 박혜신 | 류원정 | 린     | 유민지 | 반가희 |        |
| 5주차 | 전유진 | 강혜연 | 김다현 | 마이진 | 박혜신 | 마리아 | 유민지 | 신미래 | 류원정 | 린     |        |
| 6주차 | 전유진 | 김다현 | 마이진 | 강혜연 | 박혜신 | 마리아 | 류원정 | 신미래 | 별사랑 | 린     |        |
| 7주차 | 전유진 | 류원정 | 강혜연 | 별사랑 | 김다현 | 마이진 | 마리아 | 윤수현 | 박혜신 | 린     |        |
| 8주차 | 전유진 | 류원정 | 강혜연 | 윤수현 | 마리아 | 박혜신 | 별사랑 | 마이진 | 김다현 | 조정민 |        |
| 9주차 | 전유진 | 김다현 | 마이진 | 미공개 | 미공개 | 미공개 | 미공개 | 미공개 | 미공개 | 미공개 | 미공개 |

## 시청률
| 회차 | 방송일           | AGB 시청률     |
| 회차 | 방송일           | 대한민국(전국) |
| ---- | ---------------- | -------------- |
| 1    | 2023년 11월 28일 | 6.8%           |
| 2    | 12월 5일         | 8.5%           |
| 3    | 12월 12일        | 10.4%          |
| 4    | 12월 19일        | 11.3%          |
| 5    | 12월 26일        | 11.6%          |
| 6    | 2024년 1월 2일   | 12.0%          |
| 7    | 1월 9일          | 13.9%          |
| 8    | 1월 16일         | 14.5%          |
| 9    | 1월 23일         | 15.2%          |
| 10   | 1월 30일         | 14.9%          |
| 11   | 2월 6일          | 16.1%          |
| 12   | 2월 13일         | 17.3%          |

## 순위
| 순위        | 이름                  | 예명                       | 소속사                                       | 소속그룹                       |
| ----------- | --------------------- | -------------------------- | -------------------------------------------- | ------------------------------ |
| 1위         | 전유진                |                            | 온리유 E&M                                   |                                |
| 2위         | 김화진                | 마이진                     | DB                                           | FC트롯퀸즈, 영텐2기            |
| 3위         | 김다현                |                            | 그레인, 前린브랜딩, 前EuReKa, 前현컴퍼니     | 청학동 국악자매                |
| Top7(4위)   | 이세진                | 린                         | 325E&C                                       |                                |
| Top7(5위)   | 박혜신                |                            | 시디미디어, 前드림기획, 前YS                 |                                |
| Top7(6위)   | Maria Elizabeth Leise | 마리아                     | 모리뮤직, 前플라워, 前스톤뮤직               | 前유학소녀                     |
| Top7(7위)   | 윤정인                | 별사랑                     | KMB, 에이지                                  |                                |
| Top10(8위)  | 강혜연                | 前혜연, 前다미             | SOO, 前J&J EMG, 前스타이엔티, 前YNB          | 영텐2기, 前베스티, 前EXID      |
| Top10(9위)  | 윤지연                | 윤수현                     | iw                                           |                                |
| Top10(10위) | 김대진                | 김양                       | 실버스톤, 우노에프엠                         |                                |
| Top14(11위) | 류원정                |                            | FUN한, 前래드컴, 前길맥, 前SH, 前JMH         |                                |
| Top14(12위) | 봉두리                | 두리                       | 프로비트                                     | GBB, 비너스                    |
| Top14(13위) | 조정민                | 前조아                     | 루체                                         |                                |
| Top14(14위) | 김산하                |                            |                                              |                                |
| Top18(15위) | 신은진                | 신미래                     | 심플                                         |                                |
| Top18(15위) | 이소량                | 하이량                     | 티보트                                       |                                |
| Top18(17위) | 유민지                |                            | 몬, 前스타원                                 |                                |
| Top18(18위) | 박연아                | 요요미, 前연아             | 스쿨뮤직                                     | FC트롯퀸즈                     |
| Top25(19위) | 김지현                | 고아리                     | 그레인, SeedX Inc., RBM                      |                                |
| Top25(20위) | 김나희                |                            | 블리스, 前타조                               |                                |
| Top25(21위) | 박성연                |                            | P&B, 前빅게임, 前포켓돌스튜디오              | 비너스                         |
| Top25(21위) | 홍정민 (세컨드)       | 홍예나                     | 내일                                         | 세컨드                         |
| Top25(21위) | 이정란 (세컨드)       | 라니, 前정란               | 내일                                         | 세컨드                         |
| Top25(21위) | 조은별 (세컨드)       | 이비, 前은별               | 내일, 前iHQ                                  | 세컨드, 前LUV                  |
| Top25(23위) | 전순영                | 반가희                     | 심플                                         |                                |
| Top25(23위) | 김소희                | 김소유, 前나유진           | 스타리움, 前생각                             |                                |
| Top25(23위) | 김혜린                | 마스크걸, 화자, 前한아     |                                              |                                |
| Top26(26위) | 김지윤                | 한봄                       | NXT, 前이캐스트, 前스페이스                  |                                |
| Top30(27위) | 최미정                | 주미                       | CMJ, 前KSJ                                   | 레이디T                        |
| Top30(28위) | 송민경                |                            | 아츠로이, 前숲을보는, 前MBK                  | 前더 씨야                      |
| Top30(29위) | 오지예                | 강소리                     | 프로비트, 前윈원, 前건뮤직, 前OK뮤직, 前광   |                                |
| Top30(30위) | 윤태화                | 前윤정윤, 前정다비, 前태화 | 좋은날엔, 前프린스, 前크리에이티비스트, 前MJ |                                |
| Top31(31위) | 이지인                | 장혜리, 前지인             | 빅대디, 前HMI, 前드림티                      | FC트롯퀸즈, 前비밥, 前걸스데이 |

## 특이 사항
- 화요일 밤 9시 10분[12]으로 편성 확정됨에 따라 MBN의 전작 불타는 트롯맨과 불타는 장미단에 이어서 또다시 TV조선의 화요일은 밤이 좋아와 정면대결을 펼치게 되었다. 현역가왕 방송이 시작된 뒤 불타는 장미단은 월요일 오후 9시 10분으로 시간대를 옮겼다.
  - 화요일은 밤이 좋아 고정·반고정 출연자들[13]은 현역가왕에 일절 참가하지 않았다. 현역가왕 참가자 중 화요일은 밤이 좋아에 게스트로 출연한 사람들[14]은 있었으나, 오래 전에 찍어둔 녹화분을 방영한 것이었으며 실제 방송 시에는 출연자 소개가 편집되거나 아예 무대가 통편집되기도 했다.
- 2024년 하반기에 현역가왕 남자 버전이 방송될 예정이다.[15]
- 신비주의를 적극 활용하고 있다. 참가자 명단을 첫방송 날짜인 11월 28일 이전까지 비밀에 부쳤고 첫방송 오프닝을 통해 공개했으며, 참가자 중 복면을 쓰는데 정체를 숨기고 있는 '마스크걸'이 있다.
- 디시인사이드에서는 여자 트로트 마이너 갤러리에서 현역가왕 이야기를 가장 많이 하고 있다.[16] 그 외에는 내딸하자 마이너 갤러리에서 미스트롯2 출신 가수들 위주로 언급되는 정도.
- 자체평가전에서는 통편집 없이 31팀 모든 참가자들의 무대가 공개되었다.
- 2023년 12월 6일부터 네이버 NOW 앱에서 온라인 투표를 받고 있다.
- 탈락 대신 '방출'이라는 용어를 사용한다. 현역가왕의 방송 취지가 2024 한일 가왕전에 나갈 TOP7 팀을 만든다는 것이기 때문.
- 참가자 중 조정민은 MBN의 전작 트로트 오디션 불타는 트롯맨의 심사위원이기도 했다.
- 한봄은 현역가왕을 통해 임신 9개월 차라는 소식을 알렸으나, 출산으로 인해 최근 자진 하차했다고 밝혔다.
- 참가자들의 선곡을 보면 시청자들에게 익숙하고 널리 사랑받는 옛날 명곡들의 선곡이 많다.[17] 참가자들이 기존에 부른 적 있었던 노래를 선곡한 경우도 있었으며, 자체평가전 때는 자신이 원곡자인 노래를 부른 참가자도 있었다.
- 방출자 중 일부가 불타는 장미단에 출연하는 것이 확인되었다.
- 종종 무한도전의 해골자막에 해당되는 폭탄 자막이 뜨기도 한다.
- 기존 오디션 프로그램에 출전하지 않았던 가수는 린과 마스크걸 뿐이다. 이외 29명의 현역은 적어도 하나의 오디션 프로그램에 참여한 적이 있다.[18]
- 미스트롯 1, 2 출신이 참가자 중 절반이 넘는 17명이다. 이 중에는 TOP7에 들었던 참가자(김나희(5위), 두리(7위), 김다현(3위), 별사랑(6위))도 있다.[19]
- 미성년자 참가자는 김다현과 전유진 둘뿐이다.
- 외국인 참가자는 마리아 1명이다.

## 같이 보기
- TROT GIRLS JAPAN
- 불타는 트롯맨
- 한일가왕전
- 내일은 미스트롯
- 내일은 미스트롯2
- 미스트롯3
- 미스터트롯
- 미스터트롯2 - 새로운 전설의 시작
- 나는 트로트 가수다
- 트롯 전국체전
- 헬로트로트
- 트롯신이 떴다
- 트로트의 민족
- 보이스트롯
- 불후의 명곡 - 전설을 노래하다
- 미스터리 음악쇼 복면가왕